# Saint-Étienne-la-Cigogne
Saint-Étienne-la-Cigogne és un municipi francès situat al departament de Deux-Sèvres i a la regió de la Nova Aquitània. L'any 2007 tenia 120 habitants.

## Demografia

### Població
El 2007 la població de fet de Saint-Étienne-la-Cigogne era de 120 persones. Hi havia 51 famílies de les quals 13 eren unipersonals (13 homes vivint sols), 17 parelles sense fills, 13 parelles amb fills i 8 famílies monoparentals amb fills.
La població ha evolucionat segons el següent gràfic:
Habitants censats

### Habitatges
El 2007 hi havia 67 habitatges, 51 eren l'habitatge principal de la família, 11 eren segones residències i 5 estaven desocupats. Tots els 67 habitatges eren cases. Dels 51 habitatges principals, 42 estaven ocupats pels seus propietaris, 8 estaven llogats i ocupats pels llogaters i 1 estava cedit a títol gratuït; 1 tenia una cambra, 1 en tenia dues, 7 en tenien tres, 16 en tenien quatre i 26 en tenien cinc o més. 37 habitatges disposaven pel capbaix d'una plaça de pàrquing. A 24 habitatges hi havia un automòbil i a 23 n'hi havia dos o més.

### Piràmide de població
La piràmide de població per edats i sexe el 2009 era:
| Homes | Edats   | Dones |
| ----- | ------- | ----- |
| 0     | 95 o +  | 0     |
| 0     | 90 a 94 | 0     |
| 0     | 85 a 89 | 0     |
| 0     | 80 a 84 | 4     |
| 0     | 75 a 79 | 0     |
| 4     | 70 a 74 | 4     |
| 4     | 65 a 69 | 4     |
| 4     | 60 a 64 | 0     |
| 4     | 55 a 59 | 4     |
| 8     | 50 a 54 | 4     |
| 0     | 45 a 49 | 12    |
| 4     | 40 a 44 | 0     |
| 4     | 35 a 39 | 8     |
| 4     | 30 a 34 | 0     |
| 0     | 25 a 29 | 4     |
| 0     | 20 a 24 | 0     |
| 8     | 15 a 19 | 0     |
| 4     | 10 a 14 | 8     |
| 0     | 5 a 9   | 0     |
| 4     | 0 a 4   | 0     |

## Economia
El 2007 la població en edat de treballar era de 80 persones, 58 eren actives i 22 eren inactives. De les 58 persones actives 50 estaven ocupades (26 homes i 24 dones) i 8 estaven aturades (3 homes i 5 dones). De les 22 persones inactives 14 estaven jubilades, 4 estaven estudiant i 4 estaven classificades com a «altres inactius».

### Ingressos
El 2009 a Saint-Étienne-la-Cigogne hi havia 56 unitats fiscals que integraven 140 persones, la mediana anual d'ingressos fiscals per persona era de 18.634 €.

### Activitats econòmiques
Dels 2 establiments que hi havia el 2007, 1 era d'una empresa extractiva i 1 d'una empresa de construcció.
L'únic servei als particulars que hi havia el 2009 era una fusteria.
L'any 2000 a Saint-Étienne-la-Cigogne hi havia 11 explotacions agrícoles.

## Poblacions més properes
El següent diagrama mostra les poblacions més properes.